# George-Étienne-Cartier-Monument

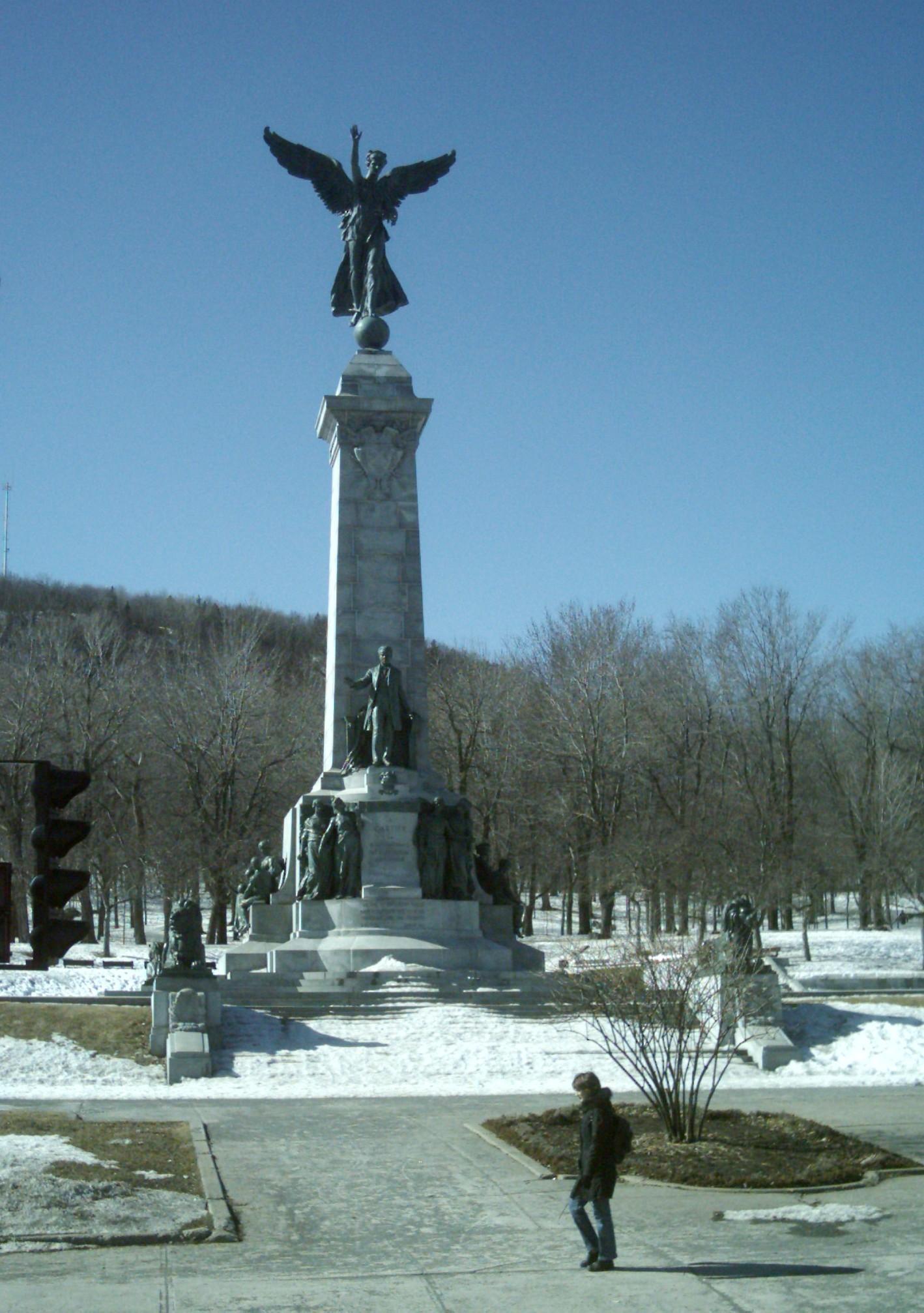
George-Étienne-Cartier-Monument

Das George-Étienne-Cartier-Monument (französisch Monument à George-Étienne Cartier) ist ein Denkmal in Montreal, das an den kanadischen Politiker George-Étienne Cartier erinnert. Es wurde von George William Hill erschaffen und steht am nördlichen Ende des Parc du Mont-Royal, gegenüber dem angrenzenden Parc Jeanne-Mance.

## Beschreibung
Ursprünglich sollte 1914 aus Anlass des 100. Geburtstages von George-Étienne Cartier, einem der Väter der Konföderation, ein monumentales Denkmal errichtet werden. Den Auftrag dazu erhielt der Bildhauer George William Hill. Wegen des Ersten Weltkriegs verzögerte sich die Fertigstellung jedoch um mehrere Jahre. Die Enthüllung des Denkmals erfolgte schließlich am 6. September 1919.
Das Monument umfasst insgesamt 18 bronzene Figuren. Im Zentrum erhebt sich eine 30,78 Meter hohe Säule mit einer geflügelten Figur. Auf einer Plattform an der Nordostseite steht eine Darstellung Cartiers. Neun allegorische Frauenfiguren repräsentieren die damaligen neun Provinzen Kanadas, vier Löwen die Stärke des Britischen Empire. Zwei weitere Figurengruppen, bestehend aus je einer Frau, einem Mädchen und einem Jungen, stehen für die Gesetzgebung und die Bildung. An der Rückseite symbolisiert eine Soldatenfigur die Verteidigung der kanadischen Flagge. Letztere gehörte nicht zum ursprünglichen Entwurf, sondern wurde nach Kriegsende hinzugefügt.
An Sonntagnachmittagen im Sommer ist das Denkmal Schauplatz der Tam-Tams, zu denen sich jeweils Hunderte von Trommlern und Tänzern treffen.